# 3M8
3M8 är en Sovjetisk luftvärnsrobot utvecklad av NPO Novator för luftvärnssystemet 2K11 Krug som togs i bruk 1964. Roboten hade en dedikerad robotavfyrningsplattform vid namn 2P24 som byggde på ett pansrat banddrivet chassi.
3M8 går ofta under namnet 9M8 i modern tid då den sägs ha bytt namn vid ett okänt tillfälle.

## Teknisk beskrivning

### Styrning
3M8 styrs genom en semiaktiv radarmålsökare med radiolänk till eldledningsradarplattformen 1S32.

### Verkan
3M8 är utformad med en 150 kg sprängstridsdel med zonanslagsrör för att kunna bekämpa luftmål utan en direkt träff.

### Motor
3M8 är försedd med två motortyper. Fyra stycken krutraketmotorer för start, så kallade startraketer, en ramjetmotor som huvudmotor. Som bränsle för ramjetmotorn användes flygfotogen och isopropylnitrat.

### Prestanda
3M8 har en maxhastighet av cirka 1000 meter per sekund. Räckvidd och höjdgränser varierar beroende på vilket variant av 2K11-systemet samt vilken typ av 3M8 som används.
| System  | Räckvidd | Räckvidd | Höjd    | Höjd     | Hastighet | Hastighet |
| System  | Minimi   | Max      | Minimi  | Max      | Minimi    | Max       |
| ------- | -------- | -------- | ------- | -------- | --------- | --------- |
| 2K11    | 11 000 m | 45 000 m | 3 000 m | 23 500 m |           | 1 000 m/s |
| 2K11-A  | 9 000 m  | 50 000 m | 250 m   | 23 500 m |           |           |
| 2K11-M  | 9 000 m  | 50 000 m | 250 m   | 24 500 m |           |           |
| 2K11-M1 | 7 000 m  | 50 000 m | 150 m   | 24 500 m |           |           |
| 2K11-M2 |          |          |         | 24 500 m |           |           |
| 2K11-M3 |          |          |         | 24 500 m |           |           |

## Bilder

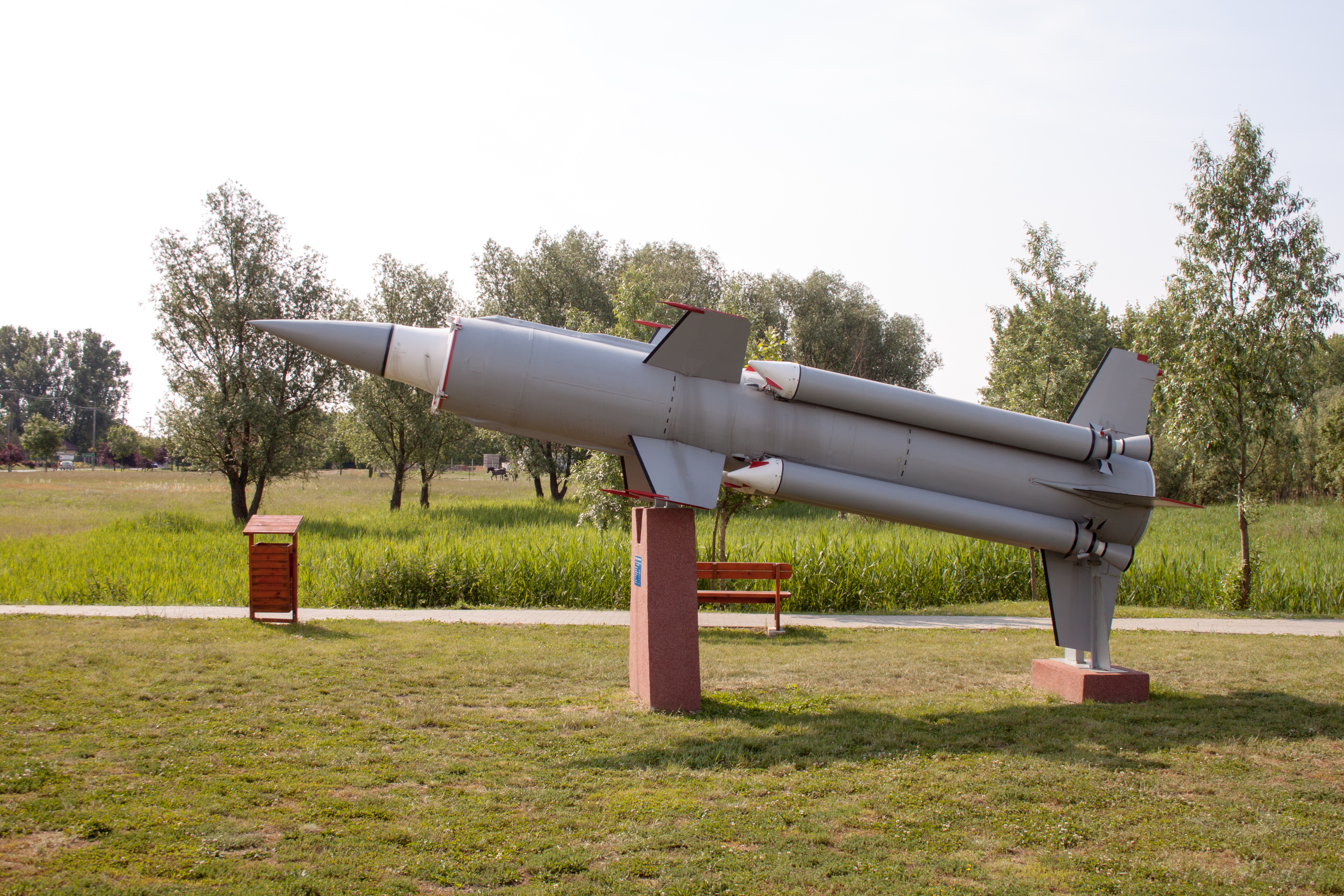
3M8 på piedestal. Notera startraketerna runt basen.
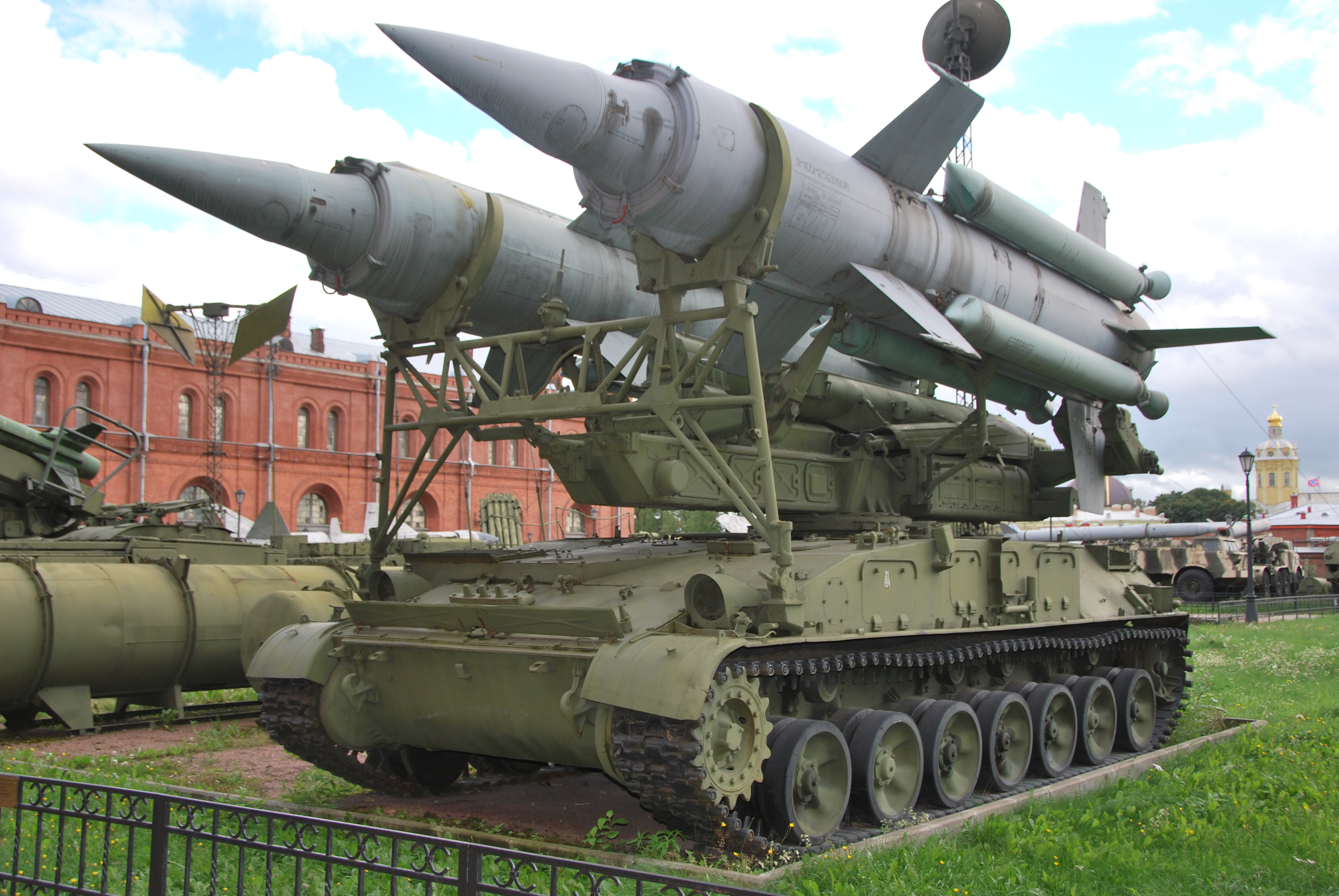
3M8 på robotavfyrningsplattform 2P24.